# Skierkowizna
Skierkowizna (prononciation : [skʲɛrkɔˈvizna]) est un village polonais de la gmina de Krzynowłoga Mała dans le powiat de Przasnysz de la voïvodie de Mazovie dans le centre-est de la Pologne.
Il se situe à environ 8 kilomètres au sud-est de Krzynowłoga Mała (siège de la gmina), 13 kilomètres au nord de Przasnysz (siège du powiat) et à 102 kilomètres au nord de Varsovie (capitale de la Pologne).
Le village compte approximativement une population de 1 188 habitants en 2006.

## Histoire
De 1975 à 1998, le village appartenait administrativement à la voïvodie d'Ostrołęka.